# Società Sportiva Calcio Napoli 1991-1992
Questa voce raccoglie le informazioni riguardanti la Società Sportiva Calcio Napoli nelle competizioni ufficiali della stagione 1991-1992.

## Stagione

Il tecnico Claudio Ranieri

Laurent Blanc

Nella stagione 1991-1992 la squadra partenopea si piazza in quarta posizione con 42 punti, lo scudetto va per la dodicesima volta al Milan. Chiude al terzo posto il girone di andata con 23 punti, nel ritorno un leggero calo. Il presidente napoletano Corrado Ferlaino tentò di mantenere la squadra ai vertici del campionato nonostante l'addio di Maradona: per la panchina fu scelto l'allenatore Claudio Ranieri al posto di Bigon; Luciano Moggi lasciò il Napoli per tornare al Torino, sicché il suo posto come direttore sportivo venne preso da Giorgio Perinetti. Il nuovo tecnico chiese pochi rinforzi, tra questi due difensori, Massimo Tarantino e il francese Laurent Blanc, il centrocampista Stefano De Agostini e l'attaccante Michele Padovano.
Ranieri schierò una formazione-tipo che vide impiegati Galli, Ferrara, Francini, Corradini, Alemão, Blanc, Crippa, De Napoli, Careca, Zola e Padovano. L'attacco, nonostante l'assenza di Maradona, ebbe un rendimento elevato tanto che alla fine risultò essere il terzo migliore del campionato. Careca, in una sorta di seconda giovinezza, andò 15 volte in gol, mentre il giovane Zola salì in cattedra ereditando il ruolo del "Pibe de oro" segnando ben 12 reti; inatteso goleador in quella stagione fu anche Blanc, con 6 reti.
La difesa invece, si rivelò il punto debole della squadra, essendo solo l'ottava del torneo; dopo un ottimo girone di andata che vide il Napoli accennare una lotta per il primato, terminato a solo sei lunghezze dal Milan capolista, calò progressivamente nel ritorno, perdendo cinque partite e finendo a 14 punti dai rossoneri campioni.
I partenopei conquistarono comunque un confortante quarto posto, che valse la qualificazione alla Coppa UEFA.

## Divise e sponsor
Lo sponsor ufficiale è Voiello e il fornitore tecnico è Umbro.
| Manica sinistra · Maglietta · Maglietta · Manica destra · Pantaloncini · Calzettoni | Manica sinistra · Manica sinistra · Maglietta · Maglietta · Manica destra · Manica destra · Pantaloncini · Calzettoni | Manica sinistra · Manica sinistra · Maglietta · Maglietta · Manica destra · Manica destra · Pantaloncini · Calzettoni |  |

## Organigramma societario
- Presidente: Corrado Ferlaino
- Allenatore: Claudio Ranieri
- Segretario Generale: dott. Giuseppe Iodice

## Rosa
| N. |                    | Ruolo | Calciatore              |
| -- | ------------------ | ----- | ----------------------- |
| -  | Italia (bandiera)  | P     | Giovanni Galli          |
| -  | Italia (bandiera)  | P     | Gianni Marco Sansonetti |
| -  | Italia (bandiera)  | P     | Domenico Cecere         |
| -  | Italia (bandiera)  | D     | Raffaele Ametrano       |
| -  | Francia (bandiera) | D     | Laurent Blanc           |
| -  | Italia (bandiera)  | D     | Giancarlo Corradini     |
| -  | Italia (bandiera)  | D     | Gaetano De Rosa         |
| -  | Italia (bandiera)  | D     | Ciro Ferrara (capitano) |
| -  | Italia (bandiera)  | D     | Massimo Filardi         |
| -  | Italia (bandiera)  | D     | Giovanni Francini       |
| -  | Italia (bandiera)  | D     | Vittorio Pusceddu       |
| -  | Italia (bandiera)  | D     | Massimo Tarantino       |
| -  | Brasile (bandiera) | C     | Alemão                  |

| N. |                    | Ruolo | Calciatore          |
| -- | ------------------ | ----- | ------------------- |
| -  | Italia (bandiera)  | C     | Claudio Bonomi      |
| -  | Italia (bandiera)  | C     | Gaspare Cacciola    |
| -  | Italia (bandiera)  | C     | Massimo Crippa      |
| -  | Italia (bandiera)  | C     | Stefano De Agostini |
| -  | Italia (bandiera)  | C     | Fernando De Napoli  |
| -  | Italia (bandiera)  | C     | Massimo Mauro       |
| -  | Italia (bandiera)  | C     | Salvatore Russo     |
| -  | Brasile (bandiera) | A     | Careca              |
| -  | Italia (bandiera)  | A     | Firmino Elia        |
| -  | Italia (bandiera)  | A     | Michele Padovano    |
| -  | Italia (bandiera)  | A     | Andrea Silenzi      |
| -  | Italia (bandiera)  | A     | Gianfranco Zola     |

## Risultati

### Serie A

#### Girone di andata
| Arbitro: | Ceccarini (Livorno) |

|          |           |  |
| Zola 84’ | Marcatori |  |

| Cremona 8 settembre 1991 2ª giornata | Cremonese       | 0 – 0 referto | Napoli | Stadio Giovanni Zini (12 329 spett.)\| Arbitro: \| Cesari (Genova) \| |
| Arbitro:                             | Cesari (Genova) |               |        |                                                                       |

| Arbitro: | Cinciripini (Ascoli Piceno) |

|                     |           |                                 |
| Zola 20’ Careca 40’ | Marcatori | 13’ (aut.) Corradini 50’ Brolin |

| Torino 22 settembre 1991 4ª giornata | Torino              | 0 – 0 referto | Napoli | Stadio Comunale (39 324 spett.)\| Arbitro: \| Lo Bello (Siracusa) \| |
| Arbitro:                             | Lo Bello (Siracusa) |               |        |                                                                      |

| Arbitro: | Cornieti (Forlì) |

|                                   |           |                  |
| Crippa 7’ Careca 59’ Padovano 68’ | Marcatori | 74’ (rig.) Prytz |

| Arbitro: | Trentalange (Torino) |

|           |           |                              |
| Zaini 28’ | Marcatori | 2’, 60’ Careca 51’, 85’ Zola |

| Arbitro: | Amendolia (Messina) |

|  |           |                    |
|  | Marcatori | 45’ L. De Agostini |

| Milano 27 ottobre 1991 8ª giornata | Inter               | 0 – 0 referto | Napoli | Stadio San Siro (53 325 spett.)\| Arbitro: \| Ceccarini (Livorno) \| |
| Arbitro:                           | Ceccarini (Livorno) |               |        |                                                                      |

| Arbitro: | Luci (Firenze) |

|                           |           |                  |
| Zola 3’ Careca 38’ (rig.) | Marcatori | 40’ (aut.) Blanc |

| Arbitro: | Stafoggia (Pesaro) |

|              |           |          |
| Di Mauro 43’ | Marcatori | 77’ Zola |

| Arbitro: | Felicani (Bologna) |

|                         |           |  |
| F. Giampaolo 53’ (aut.) | Marcatori |  |

| Arbitro: | Cornieti (Forlì) |

|                                 |           |                                |
| Riedle 25’, 57’ Sosa 68’ (rig.) | Marcatori | 43’ Ferrara 79’ Blanc 90’ Zola |

| Arbitro: | Bazzoli (Merano) |

|                                                  |           |  |
| Careca 28’, 43’ Francini 68’ Padovano 77’ (rig.) | Marcatori |  |

| Arbitro: | Trentalange (Torino) |

|                              |           |                              |
| Padovano 12’ Careca 21’, 53’ | Marcatori | 22’, 88’ Signori 77’ Šalimov |

| Arbitro: | Sguizzato (Verona) |

|                                                                 |           |  |
| Maldini 1’ Rijkaard 27’ Massaro 42’ Donadoni 65’ Van Basten 81’ | Marcatori |  |

| Arbitro: | Stafoggia (Pesaro) |

|            |           |  |
| Crippa 51’ | Marcatori |  |

| Arbitro: | Pairetto (Nichelino) |

|                        |           |                                            |
| Skuhravý 30’, 58’, 90’ | Marcatori | 14’ Zola 29’ Silenzi 40’ Careca 84’ Alemão |

#### Girone di ritorno
| Arbitro: | Luci (Firenze) |

|                      |           |             |
| Bianchezi 69’ (rig.) | Marcatori | 17’ Silenzi |

| Arbitro: | Fabricatore (Roma) |

|                        |           |  |
| Zola 23’ Blanc 27, 53’ | Marcatori |  |

| Arbitro: | Beschin (Legnago) |

|                              |           |                   |
| A. Melli 38’ (rig.) Grün 90’ | Marcatori | 21’ (rig.) Careca |

| Arbitro: | Collina (Bologna) |

|  |           |          |
|  | Marcatori | 79’ Fusi |

| Arbitro: | Nicchi (Arezzo) |

|  |           |             |
|  | Marcatori | 66’ Silenzi |

| Arbitro: | Rosica (Roma) |

|                                                     |           |                    |
| Careca 7’ Padovano 16’, 61’ Francini 30’ Alemão 70’ | Marcatori | 47’ (aut.) Ferrara |

| Arbitro: | Cesari (Genova) |

|                                |           |              |
| R. Baggio 3’, 44’ Marocchi 54’ | Marcatori | 85’ Padovano |

| Arbitro: | Pairetto (Nichelino) |

|          |           |              |
| Zola 13’ | Marcatori | 52’ Desideri |

| Arbitro: | Felicani (Bologna) |

|           |           |              |
| Lanna 59’ | Marcatori | 47’ Padovano |

| Arbitro: | Bazzoli (Merano) |

|                                 |           |                                     |
| Silenzi 47’ Careca 55’ Zola 66’ | Marcatori | 8’ (aut.) Corradini 18’ G. Giannini |

| Arbitro: | Collina (Bologna) |

|                  |           |                                         |
| Platt 21’ (rig.) | Marcatori | 47’ Zola 52’ (aut.) Bellucci 89’ Alemão |

| Arbitro: | Lo Bello (Siracusa) |

|                           |           |  |
| Blanc 25’ Careca 57’, 81’ | Marcatori |  |

| Cagliari 26 aprile 1992 30ª giornata | Cagliari           | 0 – 0 referto | Napoli | Stadio Sant'Elia (25 948 spett.)\| Arbitro: \| Fabricatore (Roma) \| |
| Arbitro:                             | Fabricatore (Roma) |               |        |                                                                      |

| Arbitro: | Chiesa (Milano) |

|              |           |  |
| Padalino 84’ | Marcatori |  |

| Arbitro: | Pairetto (Nichelino) |

|           |           |              |
| Blanc 62’ | Marcatori | 37’ Rijkaard |

| Arbitro: | Mughetti (Cesena) |

|                                   |           |                         |
| Borgonovo 29’, 39’, 77’ Dunga 58’ | Marcatori | 37’ Blanc 50’ De Napoli |

| Arbitro: | Rodomonti (teramo) |

|              |           |  |
| M. Mauro 70’ | Marcatori |  |

### Coppa Italia

#### Turni preliminari
| Arbitro: | Dinelli (Lucca) |

|            |           |  |
| Careca 76’ | Marcatori |  |

| Reggio Emilia 4 settembre 1991 Secondo turno - ritorno | Reggiana             | 0 – 0 | Napoli | Stadio Giglio\| Arbitro: \| Trentalange (Torino) \| |
| Arbitro:                                               | Trentalange (Torino) |       |        |                                                     |

#### Fase finale
| Arbitro: | Lanese (Messina) |

|                       |           |  |
| Rizzitelli 85’ (rig.) | Marcatori |  |

| Arbitro: | Lo Bello (Siracusa) |

|                                  |           |                    |
| Pusceddu 44’ Careca 50’ Zola 77’ | Marcatori | 17’ 25’ Rizzitelli |

## Statistiche

### Statistiche di squadra
| Competizione | Punti | In casa | In casa | In casa | In casa | In casa | In casa | In trasferta | In trasferta | In trasferta | In trasferta | In trasferta | In trasferta | Totale | Totale | Totale | Totale | Totale | Totale | DR  |
| Competizione | Punti | G       | V       | N       | P       | Gf      | Gs      | G            | V            | N            | P            | Gf           | Gs           | G      | V      | N      | P      | Gf     | Gs     | DR  |
| ------------ | ----- | ------- | ------- | ------- | ------- | ------- | ------- | ------------ | ------------ | ------------ | ------------ | ------------ | ------------ | ------ | ------ | ------ | ------ | ------ | ------ | --- |
| Serie A      | 42    | 17      | 11      | 4       | 2       | 34      | 14      | 17           | 4            | 8            | 5            | 22           | 26           | 34     | 15     | 12     | 7      | 56     | 40     | +16 |
| Coppa Italia |       | 2       | 2       | 0       | 0       | 4       | 2       | 2            | 0            | 1            | 1            | 0            | 1            | 4      | 2      | 1      | 1      | 4      | 3      | +1  |
| Totale       |       | 19      | 13      | 4       | 2       | 38      | 16      | 19           | 4            | 9            | 6            | 22           | 27           | 38     | 17     | 13     | 8      | 60     | 43     | +17 |

### Andamento in campionato
| Giornata  | 1 | 2 | 3 | 4 | 5 | 6 | 7 | 8 | 9 | 10 | 11 | 12 | 13 | 14 | 15 | 16 | 17 | 18 | 19 | 20 | 21 | 22 | 23 | 24 | 25 | 26 | 27 | 28 | 29 | 30 | 31 | 32 | 33 | 34 |
| --------- | - | - | - | - | - | - | - | - | - | -- | -- | -- | -- | -- | -- | -- | -- | -- | -- | -- | -- | -- | -- | -- | -- | -- | -- | -- | -- | -- | -- | -- | -- | -- |
| Luogo     | C | T | C | T | C | T | C | T | C | T  | C  | T  | C  | C  | T  | C  | T  | T  | C  | T  | C  | T  | C  | T  | C  | T  | C  | T  | C  | T  | T  | C  | T  | C  |
| Risultato | V | N | N | N | V | V | P | N | V | N  | V  | N  | V  | N  | P  | V  | V  | N  | V  | P  | P  | V  | V  | P  | N  | N  | V  | V  | V  | N  | P  | N  | P  | V  |
| Posizione | 1 | 3 | 4 | 4 | 2 | 1 | 3 | 3 | 3 | 3  | 3  | 3  | 3  | 3  | 3  | 3  | 3  | 3  | 3  | 3  | 3  | 3  | 3  | 3  | 3  | 3  | 3  | 3  | 3  | 3  | 3  | 3  | 4  | 4  |

Fonte: http://calcio-seriea.net/allenatori_squadra/1991/1030/
Legenda:

Luogo: C = Casa; T = Trasferta. Risultato: V = Vittoria; N = Pareggio; P = Sconfitta.

### Statistiche dei giocatori
| Giocatore      | Serie A  | Serie A | Serie A     | Serie A    | Coppa Italia | Coppa Italia | Coppa Italia | Coppa Italia | Totale   | Totale | Totale      | Totale     |
| Giocatore      | Presenze | Reti    | Ammonizioni | Espulsioni | Presenze     | Reti         | Ammonizioni  | Espulsioni   | Presenze | Reti   | Ammonizioni | Espulsioni |
| -------------- | -------- | ------- | ----------- | ---------- | ------------ | ------------ | ------------ | ------------ | -------- | ------ | ----------- | ---------- |
| Alemao         | 29       | 3       | ?           | ?          | 3            | 0            | ?            | ?            | 32       | 3      | ?           | ?          |
| M. Baroni      | -        | -       | -           | -          | 1            | 0            | ?            | ?            | 1        | 0      | 0+          | 0+         |
| L. Blanc       | 31       | 6       | ?           | ?          | 3            | 0            | ?            | ?            | 34       | 6      | ?           | ?          |
| Careca         | 33       | 15      | ?           | ?          | 4            | 2            | ?            | ?            | 37       | 17     | ?           | ?          |
| G. Corradini   | 30       | 0       | ?           | ?          | 4            | 0            | ?            | ?            | 34       | 0      | ?           | ?          |
| M. Crippa      | 28       | 2       | ?           | ?          | 4            | 0            | ?            | ?            | 32       | 2      | ?           | ?          |
| S. De Agostini | 21       | 0       | ?           | ?          | 3            | 0            | ?            | ?            | 24       | 0      | ?           | ?          |
| F. De Napoli   | 29       | 1       | ?           | ?          | 3            | 0            | ?            | ?            | 32       | 1      | ?           | ?          |
| C. Ferrara     | 32       | 1       | ?           | ?          | 2            | 0            | ?            | ?            | 34       | 1      | ?           | ?          |
| M. Filardi     | 5        | 0       | ?           | ?          | -            | -            | -            | -            | 5        | 0      | 0+          | 0+         |
| G. Francini    | 31       | 2       | ?           | ?          | 3            | 0            | ?            | ?            | 34       | 2      | ?           | ?          |
| G. Galli       | 33       | -40     | ?           | ?          | 4            | -3           | ?            | ?            | 37       | -43    | ?           | ?          |
| M. Mauro (II)  | 10       | 1       | ?           | ?          | -            | -            | -            | -            | 10       | 1      | 0+          | 0+         |
| M. Padovano    | 27       | 7       | ?           | ?          | 4            | 0            | ?            | ?            | 31       | 7      | ?           | ?          |
| V. Pusceddu    | 21       | 0       | ?           | ?          | 4            | 1            | ?            | ?            | 25       | 1      | ?           | ?          |
| G. Sansonetti  | 1        | 0       | ?           | ?          | -            | -            | -            | -            | 1        | 0      | 0+          | 0+         |
| A. Silenzi     | 20       | 4       | ?           | ?          | 2            | 0            | ?            | ?            | 22       | 4      | ?           | ?          |
| M. Tarantino   | 14       | 0       | ?           | ?          | 1            | 0            | ?            | ?            | 15       | 0      | ?           | ?          |
| G. Zola        | 34       | 12      | ?           | ?          | 4            | 1            | ?            | ?            | 38       | 13     | ?           | ?          |